# Света Неделя (Старосел)
Вижте пояснителната страница за други значения на Света Неделя.
„Света Неделя“ е православна църква в село Старосел в Южна България, област Пловдив, община Хисаря. Посветена е на света великомъченица Неделя.
Църквата е построена 1819 г. и е наречена на Света Неделя – покровителка на младите девойки и изпълняваща техните желания. Храмът е бил опожарен през Априлското въстание от 1876 г. и е възстановен през 1886 г. Иконите са изписани от българския иконописец Никола Данчов Попгеоргиев (1848 – 1928).